# Annick Gendron
Annick Gendron (Châtin, 26 de septiembre de 1939 - Saint-Cloud, 22 de octubre de 2008) fue una pintora francesa.

## Biografía
En la década de 1970 fue conocida por su forma de usar y manipular materiales y herramientas industriales (plástico, vidrio, los periódicos y las centrifugadoras), por otro lado su pintura y pensamiento siempre han girado en torno a materiale de plexiglás, y temas como los límites al conocimiento científico y la Pan-Europeo Identity. Se trata de una de las primeras artistas que han empleado en su pintura estos materiales.